# Advance Wars: Dual Strike
Advance Wars: Dual Strike er et Nintendo DS spil og efterfølgeren til Advance Wars og Advance Wars 2: Black Hole Rising.
Spillet er et turbaseret strategispil, hvor det hele kan styres med stylusen. Det blev udgivet i Europa den 30. september 2005.